# Фитотоксическое оружие
Фитотокси́ческое ору́жие (phyton — растение, toxikon — яд) — химические соединения, наносящие ущерб растениям, включая обеспложивание, осыпание листвы, аномальное развитие, или вызывающие гибель растения. Препятствует ведение противником сельского хозяйства, делает непригодными для употребления сельскохозяйственные продукты, уничтожает листья и траву, затрудняя эффективную маскировку противника и подготавливая поле боя для применения зажигательных средств. Также применяется для обозначения рубежей и объектов атаки, улучшения видимости на подступах к объектам противника, предупреждения засад.
Фитотоксины подразделяются на следующие группы:
- гербициды — для поражения травяной растительности, злаков и овощных культур;
- арборициды — для поражения деревьев и кустарников;
- альгициды — для поражения водной растительности;
- дефолианты — вызывают опадание листьев;
- десиканты — вызывают иссушение вегетирующих частей растения.

Основными компонентами фитотоксического оружия могут служить как неорганические (цианамид кальция, цианаты), так и органические соединения — фенилкарбоновые и феноксикарбоновые кислоты, гиббереллины, триазины.

## Применение во время войны во Вьетнаме
Впервые фитотоксическое оружие (тактические дефолианты и т. н. «Радужные гербициды») массированно применялась армией США во время войны Вьетнаме с сентября 1965 по февраль 1971 года. Основными целями его применения были:
- уничтожение посевов риса и других продовольственных культур;
- дефолиация растительности вдоль границ с другими государствами для предотвращения скрытного оказания противнику военной помощи;
- демаскировка подразделений северовьетнамской армии и партизан;
- облегчение воздушной разведки;
- предупреждение внезапного нападения противника.

Активным началом фитотоксических веществ, применявшихся во Вьетнаме, были производные 2,4-дихлорфеноксиуксусной (2,4-Д), 2,4,5-трихлорфеноксиуксусной (2,4,5-Т), какодиловой, пиколиновой кислот. Всего было использовано около 55 тыс. т отравляющих веществ.